# 爱沙尼亚200
爱沙尼亚200是爱沙尼亚的自由主义政党，成立于2018年11月。现任主席为劳里·胡萨尔。
在2023年爱沙尼亚议会选举中，爱沙尼亚200首次进入议会，并获得了101个席位中的14个。